# Caputxeta vermella, de qui tens por?
Caputxeta vermella, de qui tens por? (títol original en anglès: Red Riding Hood) és una pel·lícula de fantasia negra de 2011 dirigida per Catherine Hardwicke i protagonitzada per Amanda Seyfried. La història està inspirada en el conte de La Caputxeta Vermella recollit per Charles Perrault (Le Petit Chaperon Rouge) i els germans Grimm (Rotkäppchen). Ha estat doblada i subtitulada al català.

## Argument
Valerie (Amanda Seyfried), és una noia jove que estima en Peter (Shiloh Fernandez) i vol casar-se amb ell, però els seus pares ja li han arreglat un matrimoni amb un altre home, més adinerat, anomenat Henry (Max Irons). Desesperada i poc disposada a casar-se sense amor, Valeri decideix fugir amb en Peter. Malauradament, abans que pugui anar-se'n del poble, la seva germana és atacada per un home llop.
Durant anys, la vila ha sabut conviure amb l'home llop que viu al bosc que l'envolta: a canvi de pau, els habitants li ofereixen cada mes un animal. Però, quan la lluna es canvia al color roig sang, la bèstia torna al poble. Els vilatans, aterrits, fan cridar al pare Solomon, un famós caçador d'homes llop, perquè els ajudi a posar fi al perill que els assetja. Segons els diu aquest "Durant el dia, l'home llop pren forma humana i, per tant, pot ser qualsevol". I mentrestant, Valerie, comença a sospitar que l'assassí és algú molt proper a ella.

## Repartiment
- Amanda Seyfried: Valerie
- Virginia Madsen: Suzette
- Billy Burke: Cesaire
- Julie Christie: Àvia
- Gary Oldman: Pare Solomon
- Shiloh Fernandez: Peter
- Max Irons: Henry

## Crítica
- "Una ximpleria entretinguda, a estones": Justin Chang, de VarietyVariety.[4]
- "El vertader misteri és com una idea entretinguda pot haver sortit tan malament": Joe Morgenstern, de The Wall Street Journal.[5]